# Secuenciación
En genética y bioquímica, la secuenciación significa determinar la estructura primaria (a veces incorrectamente denominada secuencia primaria) de un biopolímero no ramificado. La secuenciación da como resultado una representación lineal simbólica conocida como secuencia que resume sucintamente gran parte de la estructura a nivel atómico de la molécula secuenciada.

## Secuenciación del ADN
La secuenciación del ADN es el proceso para determinar el orden de los nucleótidos de un fragmento específico de ácido desoxirribonucleico (ADN). Hasta ahora, la mayor parte de la secuenciación del ADN se ha realizado utilizando el método de terminación de cadena desarrollado por Frederick Sanger. Esta técnica utiliza la terminación específica de secuencia de una reacción de síntesis de ADN utilizando sustratos de nucleótidos modificados. Sin embargo, las nuevas tecnologías de secuenciación, como la pirosecuenciación, están ganando una parte cada vez mayor del mercado de la secuenciación. Ahora se están produciendo más datos del genoma mediante la pirosecuenciación que con la secuenciación del ADN de Sanger. La pirosecuenciación ha permitido la secuenciación rápida del genoma. Con esta técnica, pueden secuenciar los genomas bacterianos en una sola ejecución con varias veces de cobertura. Esta técnica también se utilizó para secuenciar el genoma de James Watson.
La secuencia de ADN codifica la información necesaria para que los seres vivos sobrevivan y se reproduzcan. Por lo tanto, determinar la secuencia es útil en la investigación fundamental sobre por qué y cómo viven los organismos, así como en temas aplicados. Debido a la importancia clave que tiene el ADN para los seres vivos, el conocimiento de las secuencias de ADN es útil en prácticamente cualquier área de investigación biológica. Por ejemplo, en medicina puede utilizarse para identificar, diagnosticar y posiblemente desarrollar tratamientos para enfermedades genéticas. Del mismo modo, la investigación de patógenos puede conducir a tratamientos para enfermedades contagiosas. La biotecnología es una disciplina floreciente, con el potencial para muchos productos y servicios útiles.
La curva de Carlson es un término acuñado por The Economist para describir el equivalente biotecnológico de la ley de Moore, y debe su nombre al autor Robert Carlson. Carlson predijo con precisión que el tiempo de duplicación de las tecnologías de secuenciación de ADN (medido por el costo y el rendimiento) sería al menos tan rápido como la ley de Moore. Las curvas de Carlson ilustran las reducciones rápidas (en algunos casos hiperexponenciales) en el costo y los aumentos en el rendimiento de una variedad de tecnologías, incluida la secuenciación de ADN, la síntesis de ADN y una variedad de herramientas físicas y computacionales utilizadas en la expresión de proteínas y en la determinación de estructuras de proteínas.

### Secuenciación de Sanger

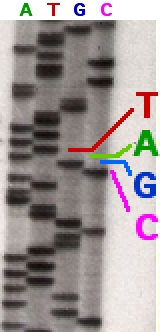
Parte de un gel de secuenciación marcado radiactivamente

En la secuenciación del terminador de cadena (secuenciación de Sanger), la extensión se inicia en un sitio específico en la plantilla de ADN mediante el uso de un "cebador" de oligonucleótido corto complementario a la plantilla en esa región. El cebador de oligonucleótidos se extiende utilizando una ADN polimerasa, una enzima que replica el ADN. Con el cebador y la ADN polimerasa se incluyen las cuatro bases de desoxinucleótidos (bloques de construcción del ADN), junto con una baja concentración de un nucleótido que termina la cadena (más comúnmente un didesoxinucleótido). Los desoxinucleótidos faltan en el grupo OH tanto en la posición 2' como en la 3' de la molécula de ribosa; por lo tanto, una vez que se insertan dentro de una molécula de ADN, evitan que se alargue más. En este secuenciador se emplean cuatro recipientes diferentes, cada uno de los cuales contiene solo los cuatro didesoxirribonucleótidos; la incorporación de los nucleótidos que terminan la cadena por la ADN polimerasa en una posición aleatoria da como resultado una serie de fragmentos de ADN relacionados, de diferentes tamaños, que terminan con un didesoxirribonucleótido dado. Luego, los fragmentos se separan por tamaño mediante electroforesis en una losa de gel de poliacrilamida, o más comúnmente ahora, en un tubo de vidrio estrecho (capilar) lleno de un polímero viscoso.
Una alternativa al etiquetado del cebador es etiquetar los terminadores en su lugar, lo que comúnmente se denomina 'secuenciación de terminador de tinte'. La principal ventaja de este enfoque es que el conjunto completo de secuenciación se puede realizar en una sola reacción, en lugar de las cuatro necesarias con el enfoque de cebador marcado. Esto se logra marcando cada uno de los terminadores de cadena de didesoxinucleótidos con un tinte fluorescente separado, que emite fluorescencia a una longitud de onda diferente. Este método es más fácil y rápido que el enfoque de cebador de tinte, pero puede producir picos de datos más desiguales (diferentes alturas), debido a una diferencia dependiente de la plantilla en la incorporación de los terminadores de cadena de tinte grandes. Este problema se ha reducido significativamente con la introducción de nuevas enzimas y colorantes que minimizan la variabilidad de incorporación. Este método ahora se usa para la gran mayoría de las reacciones de secuenciación, ya que es más simple y más económico. La razón principal de esto es que los cebadores no tienen que etiquetarse por separado (lo que puede ser un gasto significativo para un cebador personalizado de un solo uso), aunque esto es menos preocupante con los cebadores "universales" de uso frecuente. Esto está cambiando rápidamente debido a la creciente rentabilidad de los sistemas de segunda y tercera generación de Illumina, 454, ABI, Helicos y Dover.

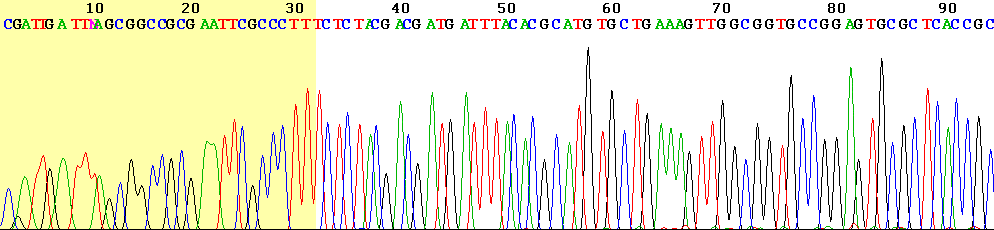
Vista del inicio de un ejemplo de lectura de terminador de tinte

### Pirosecuenciación
El método de pirosecuenciación se basa en la detección de la liberación de pirofosfato en la incorporación de nucleótidos. Antes de realizar la pirosecuenciación, la cadena de ADN a secuenciar debe amplificarse mediante PCR. Luego se elige el orden en el que se deben agregar los nucleótidos en el secuenciador (es decir, GATC). Cuando se agrega un nucleótido específico, si la ADN polimerasa lo incorpora en la cadena en crecimiento, el pirofosfato se libera y se convierte en ATP por la ATP sulfurilasa. ATP potencia la oxidación de luciferasa a través de la luciferasa; esta reacción genera una señal de luz registrada como un pico de pirograma. De esta forma, la incorporación de nucleótidos se correlaciona con una señal. La señal luminosa es proporcional a la cantidad de nucleótidos incorporados durante la síntesis de la cadena de ADN (es decir, dos nucleótidos incorporados corresponden a dos picos de pirograma). Cuando los nucleótidos agregados no se incorporan a la molécula de ADN, no se registra ninguna señal; la enzima apirasa elimina cualquier nucleótido no incorporado que quede en la reacción. Este método no requiere nucleótidos marcados con fluorescencia ni electroforesis en gel. La pirosecuenciación, desarrollada por Pål Nyrén y Mostafa Ronaghi DNA, ha sido comercializada por Biotage (para secuenciación de bajo rendimiento) y 454 Life Sciences (para secuenciación de alto rendimiento). La última plataforma secuencia aproximadamente 100 megabases [ahora hasta 400 megabases] en una ejecución de siete horas con una sola máquina. En el método basado en matriz (comercializado por 454 Life Sciences), el ADN monocatenario se hibrida en perlas y se amplifica a través de EmPCR. Estas perlas unidas al ADN se colocan luego en pozos en un chip de fibra óptica junto con enzimas que producen luz en presencia de ATP. Cuando los nucleótidos libres se lavan sobre este chip, se produce luz a medida que se genera ATP cuando los nucleótidos se unen con sus pares de bases complementarios. La adición de uno (o más) nucleótidos da como resultado una reacción que genera una señal de luz que es registrada por la cámara CCD del instrumento. La intensidad de la señal es proporcional al número de nucleótidos, por ejemplo, tramos de homopolímero, incorporados en un solo flujo de nucleótidos.

### Secuenciación a gran escala
Mientras que los métodos anteriores describen varios métodos de secuenciación, se utilizan términos relacionados separados cuando se secuencia una gran parte de un genoma. Se desarrollaron varias plataformas para realizar la secuenciación del exoma (un subconjunto de todo el ADN en todos los cromosomas que codifican genes) o la secuenciación del genoma completo (secuenciación de todo el ADN nuclear de un ser humano).

## Secuenciación de ARN
El ARN es menos estable en la célula y también más propenso al ataque de nucleasas experimentalmente. Dado que el ARN se genera mediante la transcripción del ADN, la información ya está presente en el ADN de la célula. Sin embargo, a veces es deseable secuenciar moléculas de ARN. Mientras que la secuenciación del ADN proporciona un perfil genético de un organismo, la secuenciación del ARN refleja solo las secuencias que se expresan activamente en las células. Para secuenciar el ARN, el método habitual es primero transcribir de forma inversa el ARN extraído de la muestra para generar fragmentos de ADNc. Esto se puede secuenciar como se describe anteriormente. La mayor parte del ARN expresado en las células son ARN ribosómicos o small RNA, perjudiciales para la traducción celular, pero a menudo no son el foco de un estudio. Esta fracción puede ser eliminada in vitro, sin embargo, para enriquecer el ARN mensajero, también incluido, que suele ser de interés. Derivados de los exones, estos ARNm se traducirán más tarde en proteínas que respaldan funciones celulares particulares. El perfil de expresión indica, por tanto, actividad celular, particularmente deseada en los estudios de enfermedades, comportamiento celular, respuestas a reactivos o estímulos. Las moléculas de ARN eucariotas no son necesariamente colineales con su molde de ADN, ya que se eliminan los intrones. Esto da una cierta complejidad para mapear las secuencias leídas al genoma y así identificar su origen. Para obtener más información sobre las capacidades de la secuenciación de próxima generación aplicada a transcriptomas completo.

## Secuenciación de proteínas
Los métodos para realizar la secuenciación de proteínas incluyen:
- Degradación de Edman
- Toma de huellas dactilares de la masa peptídica
- Espectrometría de masas
- Digeridos de proteasa

Si se conoce el gen que codifica la proteína, actualmente es mucho más fácil secuenciar el ADN e inferir la secuencia de la proteína. Determinar parte de la secuencia de aminoácidos de una proteína (a menudo un extremo) mediante uno de los métodos anteriores puede ser suficiente para identificar un clon que porta este gen.

## Secuenciación de polisacáridos
Aunque los polisacáridos también son biopolímeros, no es tan común hablar de 'secuenciar' un polisacárido, por varias razones. Aunque muchos polisacáridos son lineales, muchos tienen ramificaciones. Se pueden usar muchas unidades diferentes (monosacáridos individuales) y unirse de diferentes maneras. Sin embargo, la principal razón teórica es que, mientras que los otros polímeros enumerados aquí se generan principalmente de manera "dependiente de la plantilla" mediante una enzima procesiva, cada unión individual en un polisacárido puede estar formada por una enzima diferente. En muchos casos, el conjunto no se especifica de forma única; dependiendo de qué enzima, actúe, se puede incorporar una de varias unidades diferentes. Esto puede conducir a la formación de una familia de moléculas similares. Esto es particularmente cierto para los polisacáridos vegetales. Los métodos para la determinación de la estructura de oligosacáridos y polisacáridos incluyen espectroscopía de RMN y análisis de metilación.